# 马西德
马西德，是西班牙加利西亚自治区奥伦塞省的一个市镇。总面积40平方公里，总人口3253人（2001年），人口密度81人/平方公里。